# Balearica regulorum
La grulla coronada cuelligrís (Balearica regulorum) es un ave gruiforme de la familia Gruidae. Habita comúnmente en la sabana africana al sur del Sahara, aunque suele anidar en hábitats más húmedos.

## Características
Sus grandes manchas alares blancas sobre el plumaje gris son visibles durante el vuelo y la exhibición.

## Historia natural
Habita en pantanos, donde se alimenta de grandes insectos, ranas y sapos, cereales y otros vegetales. Vuela pesadamente, con el cuello y las patas algo caídos, y descansa en los árboles. Las parejas se exhiben con una danza a saltos y su fuerte reclamo a dos notas.

## Subespecies
Existen dos subespecies. Una que habita en el África Oriental B. r. gibbericeps (también llamada grulla crestada), donde se puede encontrar desde el este de la República Democrática del Congo hasta Uganda, de donde es el ave nacional, y desde Kenia hasta el este de Sudáfrica. Posee una gran área de piel facial de color rojo sobre el parche blanco que la otra especie más pequeña denominada, B. r. regulorum (la que para diferenciarla de la otra se le llama grulla crestada sudafricana), que anida desde Angola hasta Sudáfrica.

## Curiosidades
Aparece en el escudo y la bandera nacional de Uganda.
El canto de esta ave fue usado para crear el sonido y vocalizaciones de los raptores en la película Jurassic Park

## Galería

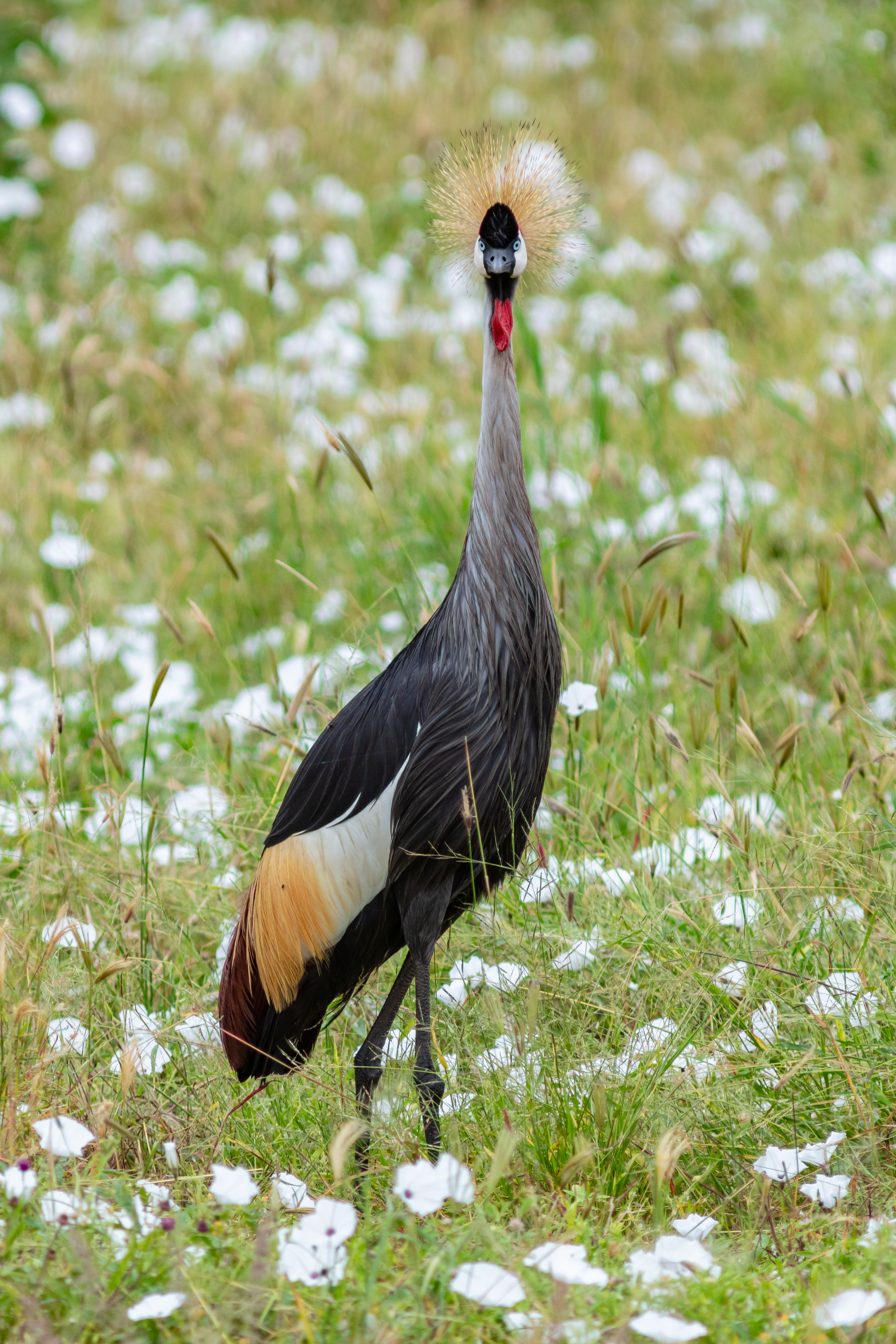
En Tanzania.
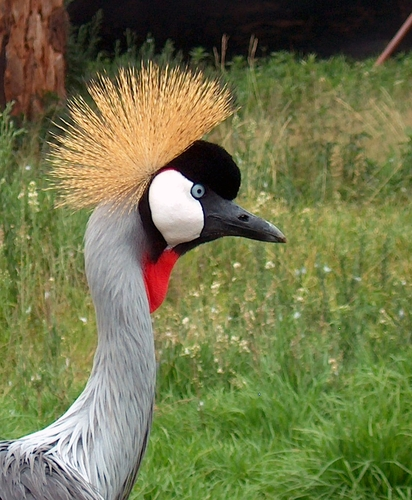
Detalle.
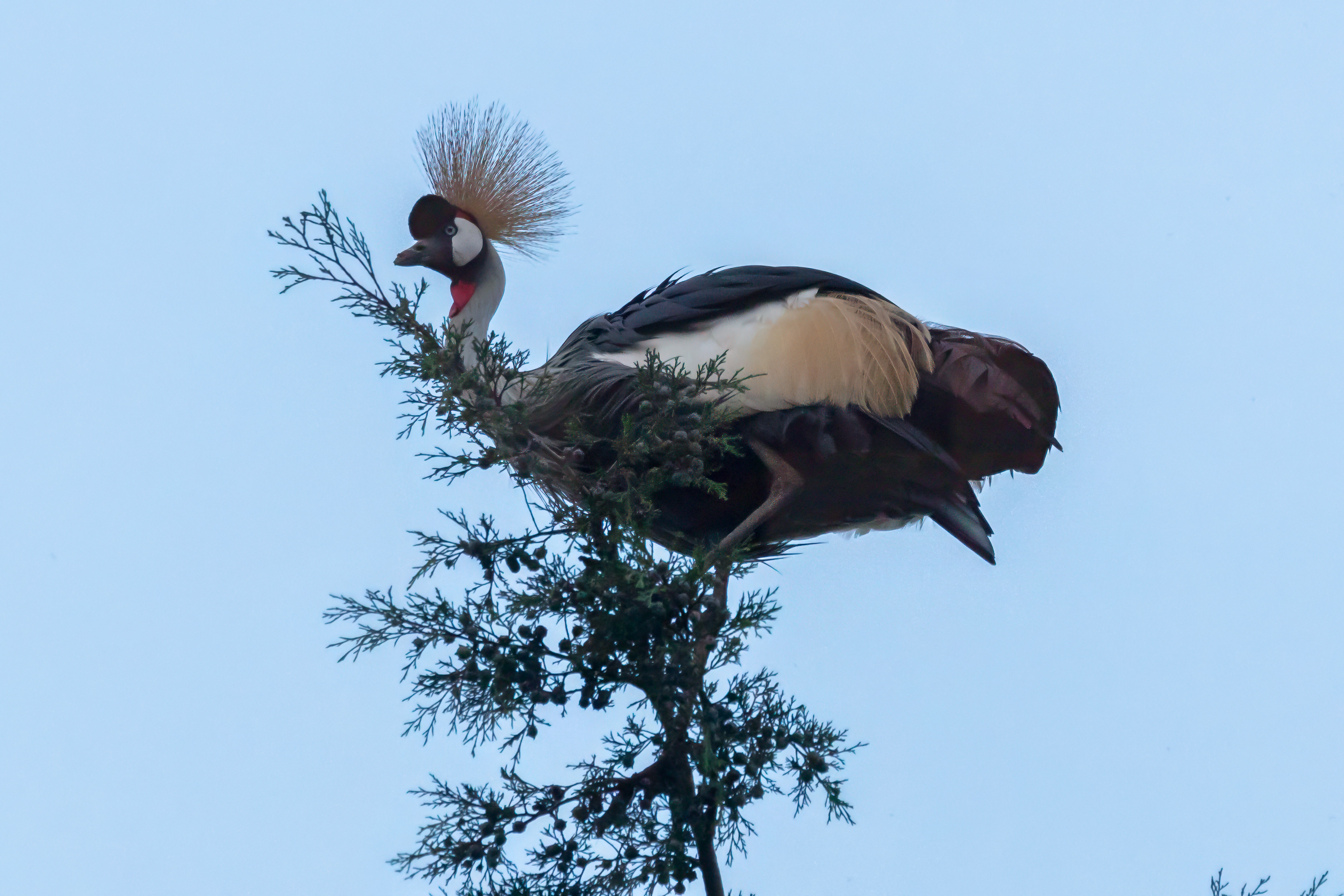
Grulla en la copa de un árbol en Uganda.
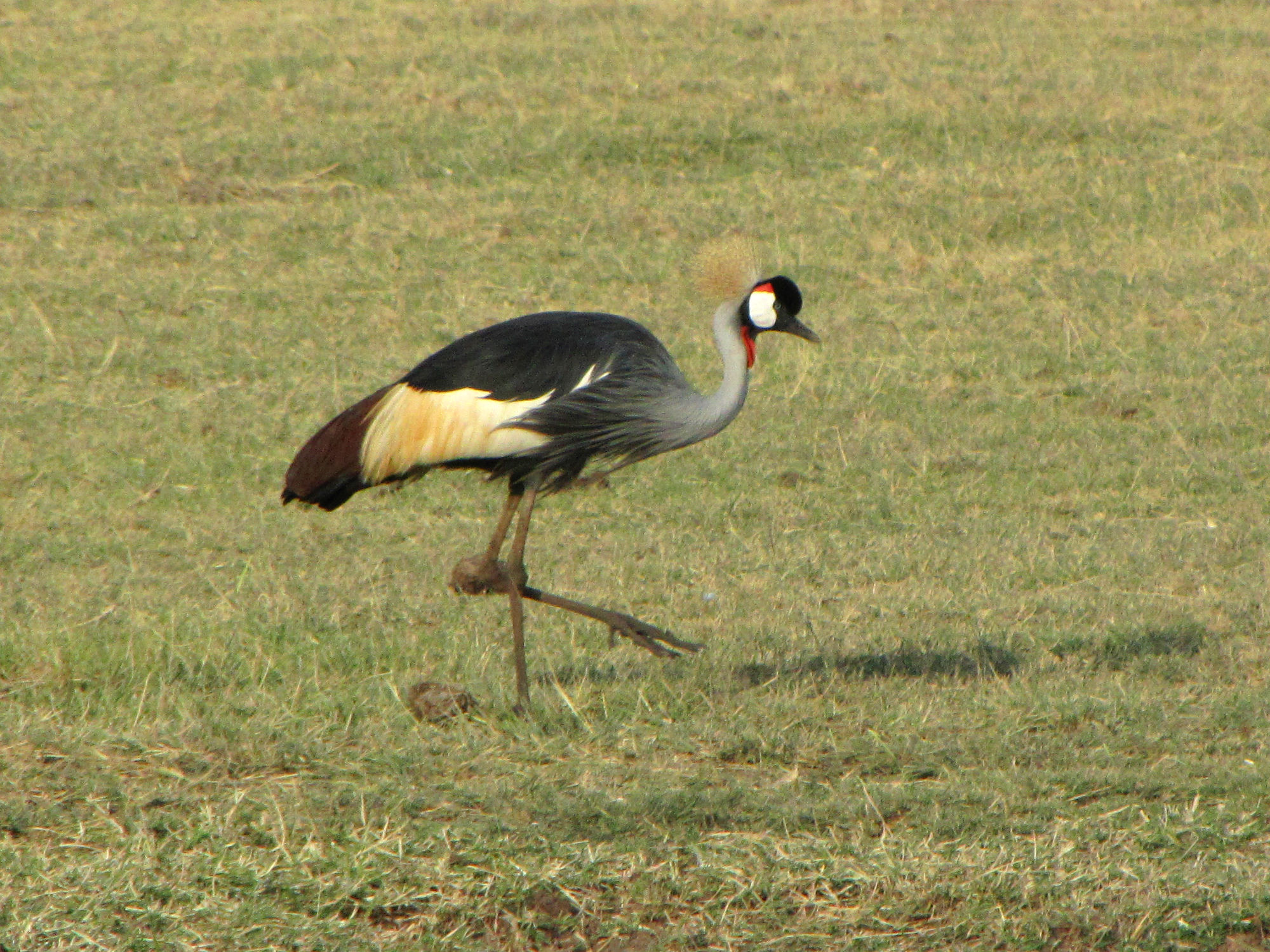
Serengeti, Tanzania.
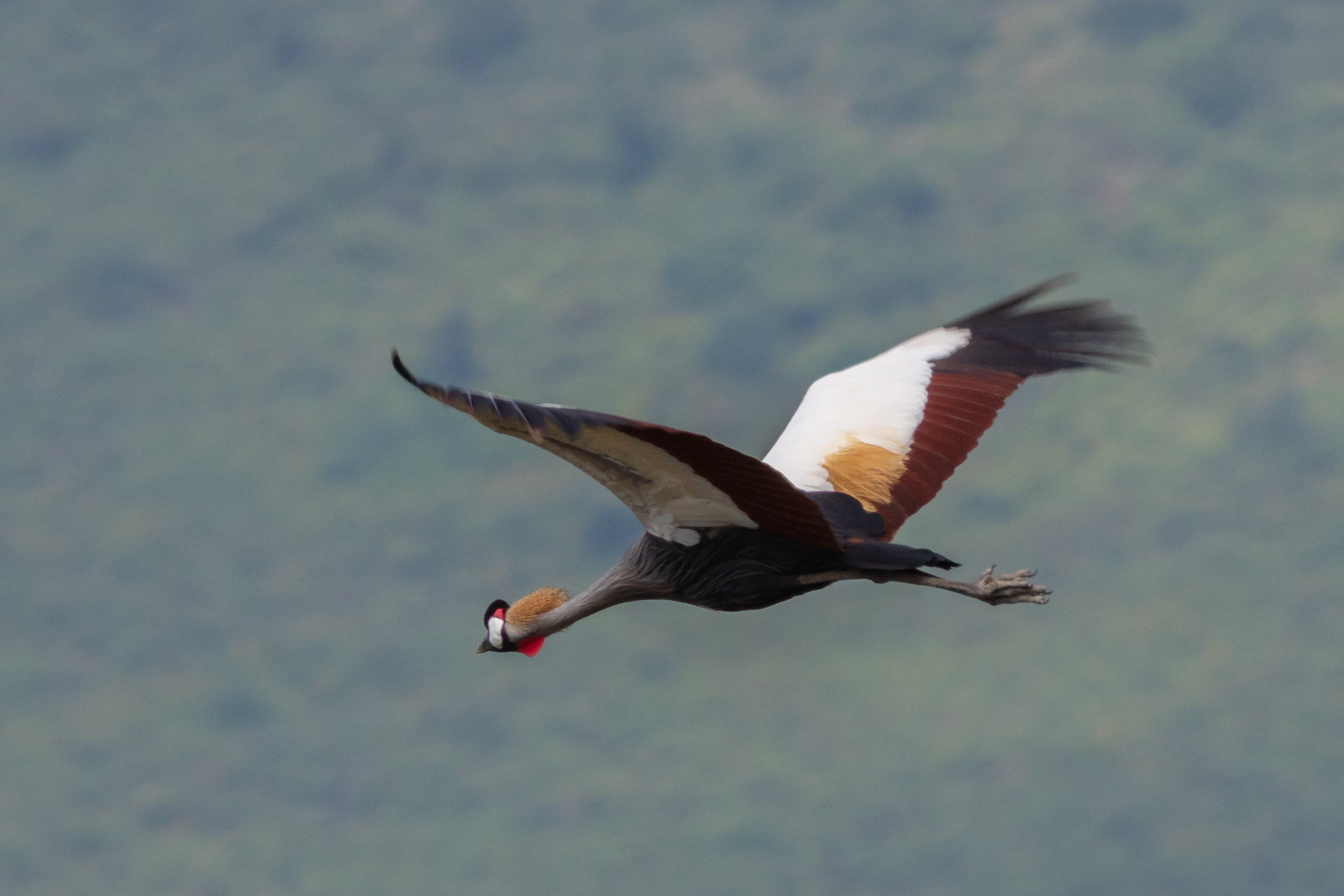
Ejemplar en vuelo.
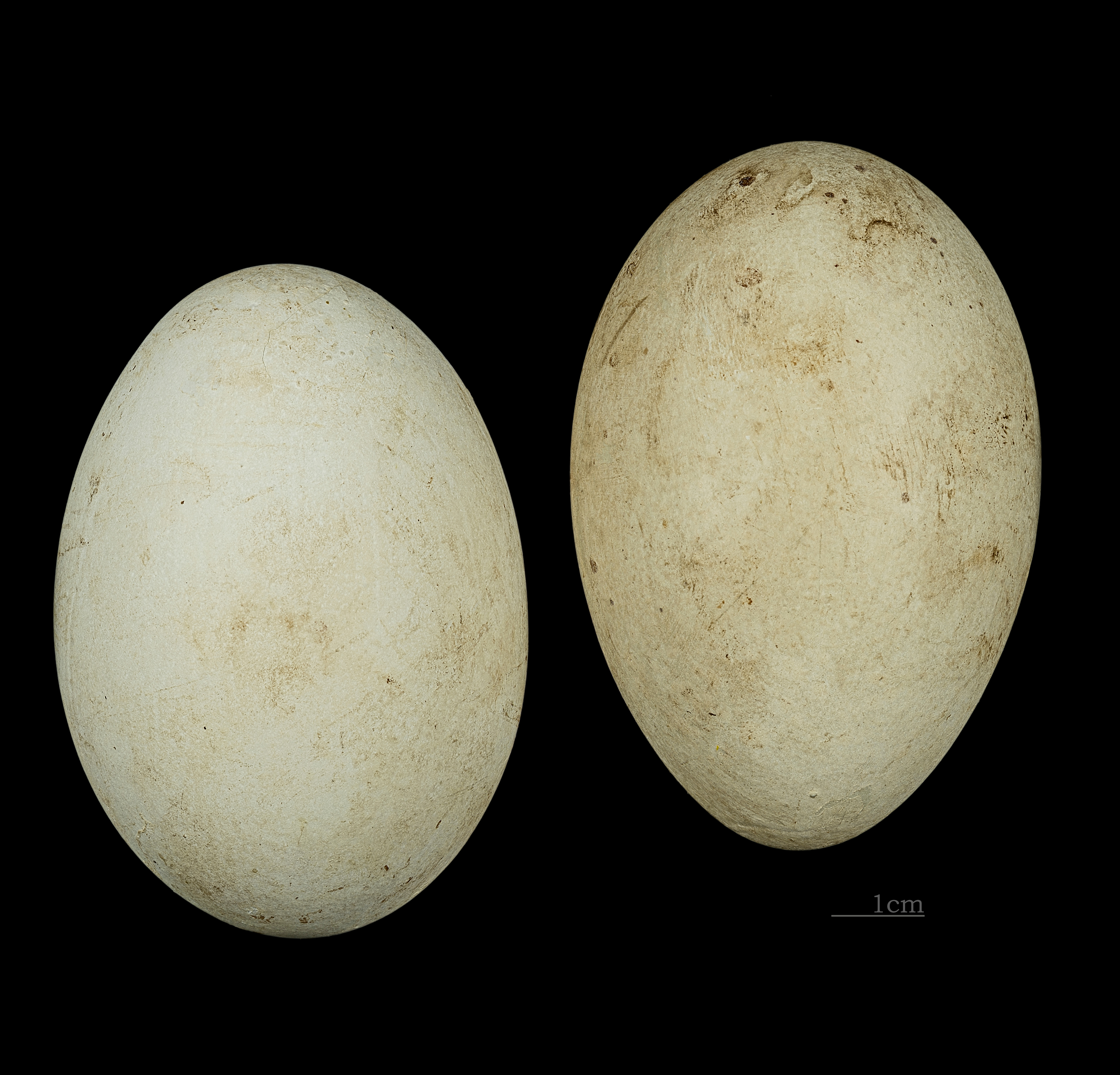
Huevos de Balearica regulorum gibbericeps.